# Friedrich von Ingenohl
Friedrich von Ingenohl (30. června 1857 Neuwied – 19. prosince 1933 Berlín) byl admirál německého císařského námořnictva, známý jako velitel širokomořského loďstva v prvních letech první světové války (přesněji v letech 1913–1915).
Z počátku války bylo loďstvo pod jeho velením značně pasivní, což bylo částečně způsobeno silnou obavou císaře Viléma II. z možných ztrát cenných válečných lodí (myslel si, že netknuté loďstvo bude hrát důležitou roli v pozdějších mírových jednáních). Německou strategií té doby bylo vylákat do Severního moře menší část britské Royal Navy, zničit ji a vyrovnat tak síly obou loďstev. Teprve to mělo vytvořit předpoklady pro rozhodující střet. Převaha Britů na počátku války však byla jen mírná, přičemž Němci pasivně čekali, že Britové zaútočí jako první.
Ingenohl se podobnou situaci pokusil několikrát vytvořit, ale úspěch se nedostavil. Asi nejblíže byl během ostřelování Scarborough, Hartlepoolu a Whitby – tehdy se v těsné blízkosti ocitly čtyři britské bitevní křižníky, šest moderních dreadnoughtů a několikanásobná přesila Ingenohlova Širokomořského loďstva. Ingenohl však přecenil skutečnou sílu protivníka a raději se stáhl, aniž by nechal průzkumem zjistit skutečnou sílu Britů. Velkoadmirál Tirpitz byl promarněnou příležitostí roztrpčen, protože se domníval, že měl Ingenohl ve svých rukou osud Německa.
Počátkem roku 1915 sílil tlak na větší aktivitu širokomořského loďstva a císař povolil provádění častějších výpadů do Severního moře. Když v té době německý průzkum zjistil zvýšenou aktivitu britských lodí v oblasti mělčiny Doggerbank, Ingenohl tam vyslal německé bitevní křižníky, aby zjistil sílu protivníka a případně ho zničil. Akce vyústila v německou prohru v bitvě u Dogger Banku a jen shodou okolností zde neztratili mnohem více, než jeden pancéřový křižník.
Ingenohl 2. února 1915 rezignoval a ve funkci ho nahradil admirál Hugo von Pohl.